# Mallotus sumatranus
Mallotus sumatranus är en törelväxtart som först beskrevs av Friedrich Anton Wilhelm Miquel, och fick sitt nu gällande namn av Airy Shaw. Mallotus sumatranus ingår i släktet Mallotus och familjen törelväxter. Inga underarter finns listade i Catalogue of Life.